# آنا غرانفيل هاتشر
آنا غرانفيل هاتشر (بالإنجليزية: Anna Granville Hatcher)‏ هي لغوية أمريكية، ولدت في 1905 في بالتيمور في الولايات المتحدة، وتوفيت في يونيو 1978.